# Kazimierz Gilarski

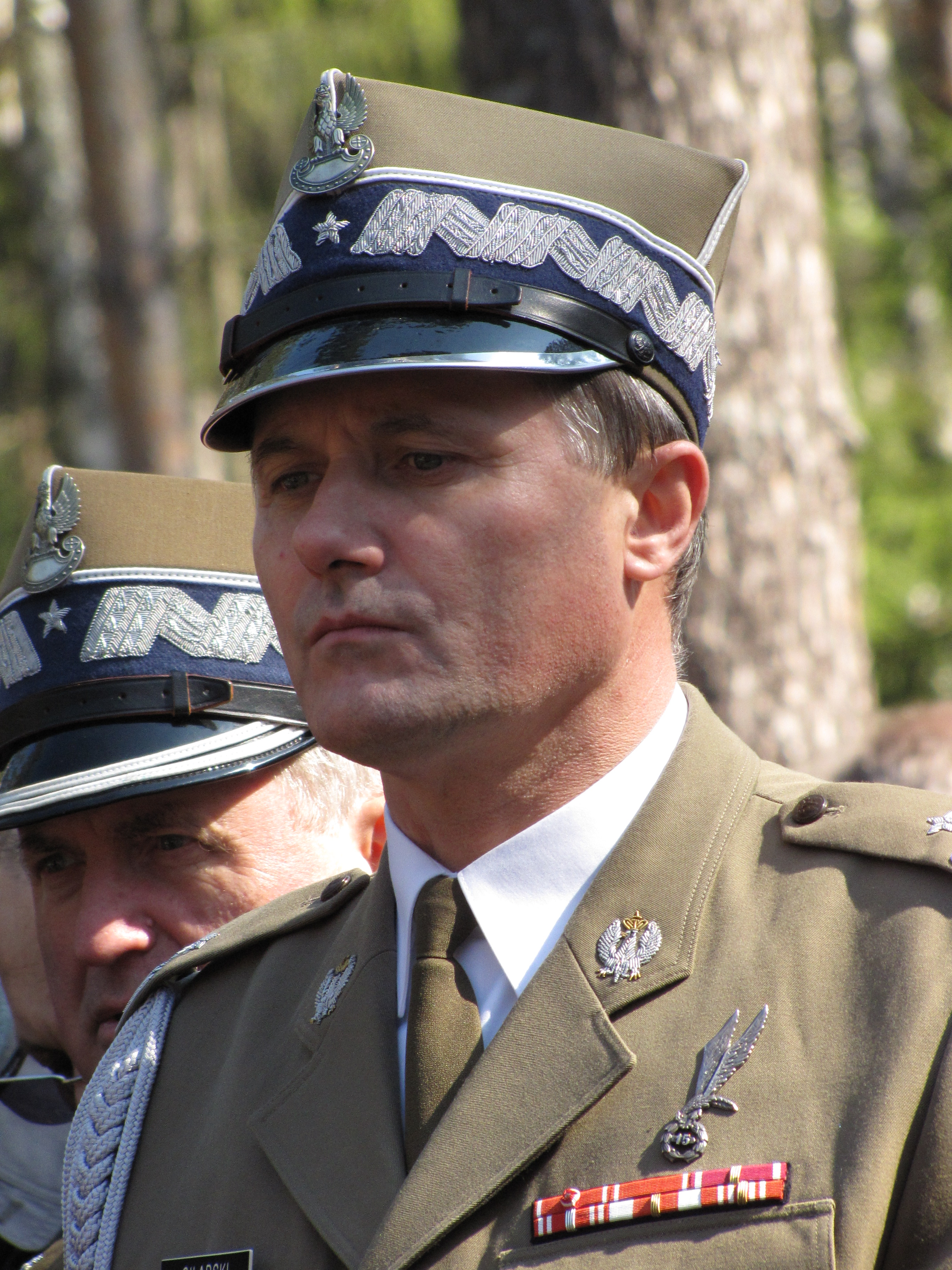
Kazimierz Gilarski (2009)

Kazimierz Gilarski (* 7. Mai 1955 in Rudołowice; † 10. April 2010 in Smolensk) war ein polnischer Brigadegeneral.
Gilarski absolvierte die Offiziershochschule des Heeres „Tadeusz Kościuszko“ in Breslau. 1978 wurde er zur Garnison in Warschau versetzt, wo er unter anderem Zugführer und stellvertretender Leiter der Ehrenkompanie wurde. 1989 schloss er sein Magisterstudium an der Pädagogischen Hochschule in Krakau und anschließend sein postgraduales Studium an der Hochschule für nationale Verteidigung ab. 1993 wurde Kazimierz Gilarski stellvertretender Kommandeur der Warschauer Garnison. Am 11. November 2006 wurde er zum Brigadegeneral befördert und damit verbunden zum Leiter der Garnison.
Kazimierz Gilarski starb beim Flugunfall von Smolensk 2010 am 10. April 2010 auf dem Weg zu einer Gedenkfeier für die Opfer des Massakers von Katyn. Er hinterließ eine Frau und zwei Kinder.

## Auszeichnungen
- Komtur des Ordens Polonia Restituta (postum 2010)[2]
- Offizier des Ordens Polonia Restituta (2008)[3]
- Ritter des Ordens Polonia Restituta (2004)[4]
- Verdienstkreuz der Republik Polen in Gold (1999)[5]